# Карпенко Ольга Петрівна
О́льга Петрі́вна Карпе́нко (7 березня 1950, м. Ачинськ Красноярського краю, Росія) — українська мовознавиця, славістка, докторка філологічних наук з 1996 року.

## Біографія
Закінчила 1976 року Київський університет.
З 1977 року працювала в Інституті мовознавства ім. О. О. Потебні HAH України (лаборантка, молодша наукова співробітниця, від 1994 року — старша наукова співробітниця).
Від 1997 року — провідна наукова співробітниця Інституту української мови HAH України.

## Наукова діяльність
Досліджує слов'янську ономастику, передусім українську.
Основні праці:
- «Назви річок Нижньої Правобережної Наддніпрянщини»,
- «Київське Полісся» (обидві — 1989),
- «Ономастика України першого тисячоліття нашої ери» (1992),
- «Ономастика України та етногенез східних слов'ян» (1998),
- «Ономастика Полісся» (1999, останні чотири — у співавторстві),
- «Гідронімікон Центрального Полісся» (2003).